# Kamen Rider Agito
Kamen Rider Agito (jap. 仮面ライダーアギト Kamen Raidā Agito; stylizowane na Kamen Rider AGITΩ) – japoński serial tokusatsu, jedenasta odsłona serii Kamen Rider. Reprezentował 30 rocznicę serii. Powstał przy współpracy Ishimori Productions oraz Toei Company. Emitowany był na kanale TV Asahi od 28 stycznia 2001 do 27 stycznia 2002 roku, liczył 51 odcinków. Serial jest sequelem Kamen Ridera Kuugi.
Sloganem serii jest "Niechaj dusza ta się przebudzi" (jap. 目覚めろ、その魂 Mezamero, sono tamashī).

## Opis fabuły
Człowiek o nazwisku Shōichi Tsugami stracił pamięć, nie wie kim jest, skąd jest i dlaczego jest w takim stanie. Z nieznanych przyczyn ten chłopak może przemienić się w potężnego wojownika – Agito, kiedy pojawią się potwory nazywane przez policję "Nieznanymi". Właściwie te potwory nazywają się Lordami i ich celem jest rytualne zabijanie ludzi. W odpowiedzi na ataki, tokijska policja tworzy na wzór Kuugi specjalną zbroję o nazwie G3, do której obsługi został wyznaczony Makoto Hikawa. Obydwaj panowie nie wiedzą czy walczyć ramię w ramię z Lordami, czy pomiędzy sobą. Jeszcze więcej zagadek powstaje, kiedy na scenę wchodzi zrehabilitowany pływak – Ryō Ashihara, który szuka przyczyny samobójstwa swojego ojca. Ryō w splocie wydarzeń staje się Kamen Riderem Gillsem. Te zagadki nachodzą na siebie, a prawdziwa natura Agito ma zdecydować o losie ludzkości.

## Bohaterowie
- Shōichi Tsugami (jap. 津上 翔一 Tsugami Shōichi) / Kamen Rider Agito (jap. 仮面ライダーアギト Kamen Raidā Agito)
- Mana Kazaya (jap. 風谷 真魚 Kazaya Mana) - 15-letnia córka zmarłego tragicznie profesora Kazayi. Po śmierci ojca mieszka wraz z profesorem Misugim i jego synem Taichim. Była jedną z osób, które odnalazły Shōichiego na plaży po katastrofie statku Akatsuki. Mana jest osobą, która jako pierwsza odkryła, że Shōichi jest Agito, jednak zdecydowała się to ukryć i wspierać go  walce z Lordami. Podobnie jak on, Mana ma zdolności nadprzyrodzone, które okazują się być Ziarnem Agito. Jest zdolna czytać w umysłach lub wyciągać informacje o przeszłości a także wskrzesić inną osobę posiadającą Ziarno Agito i odbierać myśli takiej osoby.
- Makoto Hikawa (jap. 氷川 誠 Hikawa Makoto) / Kamen Rider G3 (jap. 仮面ライダーG3 Kamen Raidā Jīsurī)
- Ryō Ashihara (jap. 葦原 涼 Ashihara Ryō) / Kamen Rider Gills (jap. 仮面ライダーギルス Kamen Raidā Girusu)
- Yoshihiko Misugi (jap. 美杉 義彦 Misugi Yoshihiko) - adoptowany brat profesora Kazayi, profesor na Uniwersytecie Jōhoku. Zaopiekował się Shōichim po wydarzeniach na statku Akatsuki-gō. Od tamtej pory Shōichi mieszka w jego domu wraz z jego bratanicą Maną i synem Taichim. Był jednym z wykładowców Ozawy. Jest specjalistą od sztuczek, twierdzi poza tym, że nie istnieją moce nadprzyrodzone.
- Taichi Misugi (jap. 美杉 太一 Misugi Taichi) - syn profesora Misugiego, kuzyn Many. Bardzo dobrze rozumie się z Shōichim, który często się z nim bawi i odrabia mu zadania domowe.
- Sumiko Ozawa (jap. 小沢 澄子 Ozawa Sumiko) - policjantka, szefowa Oddziału G3 i przełożona Hikawy. Wychowała się w USA. Jest geniuszem w dziedzinie robotyki i inżynierii, stworzyła System G3 oraz jego następcę - G3-X. W wolnym czasie lubi pić ogromne ilości piwa. Ozawa nie cierpi się wzajemnie z Hōjō.
- Takahiro Omuro (jap. 尾室 隆弘 Omuro Takahiro) - policjant, który należy do Oddziału G3 i pomaga Ozawie w kontroli Systemu G3. Omuro jest postacią komiczną, bardziej niedojrzałą i beztroską niż niezdarny Hikawa i zadufana w sobie Ozawa.
- Tōru Hōjō (jap. 北條 透 Hōjō Tōru) - policjant, który ma wysokie mniemanie o sobie. Rywalizuje z Hikawą o to, kto powinien być operatorem Systemu G3. Wzajemnie nienawidzi się z Ozawą, czyli twórczynią tej zbroi. Autor nieudanego planu pojmania Agito, który skończył się obezwładnieniem a następnie ucieczką Gillsa. Kiedy zespół G3 zawiódł, Hōjō stanął do konkursu na nowy system, w którym stworzył System V1 wspólnie z wykładowcą Ozawy. Niestety podczas konkursu kombinezon zostaje zniszczony przez wyposażony w sztuczną inteligencję System G3-X. Hōjō robi wszystko by spełnić swoje ambicje, nawet posuwa się do nierealnych pomysłów oraz nieuczciwych zagrywek.
- Kōji Kōno (jap. 河野 浩司 Kōno Kōji) - policjant z wydziału śledczego, wspólnik Hōjō oraz Hikawy (kiedy został na krótki czas wyrzucony z Oddziału G3). Uwielbia jeść ramen. Od dwóch lat prowadzi sprawę zabójstwa ojca Many, w czym pomagają mu Hōjō i Hikawa.
- Tetsuya Sawaki (jap. 沢木 哲也 Sawaki Tetsuya) - prawdziwy Shōichi Tsugami, człowiek, który został wskrzeszony przez Suzerena z powodu swojego biernego udziału w śmierć pierwszego Agito- Yukiny Sawaki, w której to ponadto był zakochany. Próbował ją powstrzymać od popełnienia samobójstwa, jednak w końcu pozwolił jej na to, po czym sam również to zrobił, ponieważ nie mógł się pogodzić ze śmiercią ukochanej. Odrodzony Suzeren wskrzesił Sawakiego i oddał mu fragment swej mocy, dzięki czemu Tetsuya mógł przyśpieszyć ewolucję ludzi posiadających ziarno Agito i tym samym pokazywać im ich ukryte moce. Jednakże odwrócił się od Suzerena, gdy przekonał się, że świat potrzebuje ludzi takich jak ci, którzy posiadają moc Agito. Chciał się zbawić ratując Kanę przed tym, kiedy Suzeren spełnił jego życzenie i Sawaki pośmiertnie mógł oglądać przyszłość ludzkości razem z nim.

### Akatsuki
- Tomoko Miura (jap. 三浦 智子 Miura Tomoko)
- Saeko Shinohara (jap. 篠原 佐恵子 Shinohara Saeko)
- Aki Sakaki (jap. 榊 亜紀 Sakaki Aki)
- Masumi Sekiya (jap. 関谷 真澄 Sekiya Masumi)
- Jun Tachibana (jap. 橘 純 Tachibana Jun)
- Masahide Takashima (jap. 高島 雅英 Takashima Masahide)
- Katsuhiko Sagara (jap. 相良 克彦 Sagara Katsuhiko) - młody mężczyzna przebudzony przez Tetsuyę Sawakiego. Posiada ogromną moc psychokinetyczną. Dążył do likwidacji Gillsa i doprowadził go do poważnych zranień, którym zapobiegł Majima. Próbował oszukać Manę, że nie umie ona panować nad swymi mocami, jednak został później zabity przez jednego z Krabolordów.
- Kōji Majima (jap. 真島 浩二 Majima Kōji) - młodzieniec pochodzący z lekarskiej rodziny. Zaprzyjaźnił się z Maną, jest wielbicielem Kino. Kiedy Ryō poważnie ucierpiał w walce z Innym Agito, Tetsuya Sawaki nakazał Majimie oddać mu swe ziarno Agito, dzięki czemu Ashihara wyzdrowiał i mógł wyewoluować w Dojrzałego Gillsa. Oprócz Shōichiego, Majima jest jedynym pasażerem rejsu Akatsuki, który przetrwał wojnę z Lordami.
- Kaoru Kino (jap. 木野 薫 Kino Kaoru) / Inny Agito (jap. アナザーアギト Anazā Agito)

## Obsada
- Shōichi Tsugami/Kamen Rider Agito: Toshiki Kashū
- Mana Kazaya: Rina Akiyama (także Naomi w Kamen Rider Den-O)
- Makoto Hikawa/Kamen Rider G3/Kamen Rider G3X: Jun Kaname
- Ryō Ashihara/Kamen Rider Gills: Yūsuke Tomoi
- Yoshihiko Misugi: Takeshi Masu
- Taichi Misugi: Tokimasa Tanabe
- Tōru Hōjō: Jun Yamasaki (także Itsurō Takuma w Kamen Rider 555)
- Sumiko Ozawa: Tōko Fujita
- Takahiro Omuro: Akiyoshi Shibata
- Kaoru Kino/Kamen Rider Inny Agito: Takanori Kikuchi

## Odcinki
1. Przebudzenie wojownika (jap. 戦士の覚醒 Senshi no Kakusei)
2. Błękitna burza (jap. 青の嵐 Ao no Arashi)
3. Moja przemiana (jap. 俺の変身 Ore no Henshin)
4. Rozwiązanie zagadki (jap. パズル解読 Pazuru Kaidoku)
5. Trzeci wojownik (jap. 第３の戦士 Dai-San no Senshi)
6. Demoniczna pięść smutku (jap. 哀しき妖拳 Kanashiki Yōken)
7. Fragment pamięci (jap. 記憶の一片 Kioku no Ippen)
8. Miecz czerwonych płomieni (jap. 赤い炎の剣 Akai Honō no Tsurugi)
9. Dwóch G3 (jap. ２人のＧ３ Futari no Jī Surī)
10. Srebrne punkty i linie (jap. 銀の点と線 Gin no Ten to Sen)
11. Związane przeszłości (jap. 繋がる過去 Tsunagaru Kako)
12. Atak z jeziora (jap. 湖の激突! Mizuumi no Gekitotsu!)
13. Na tropie taty (jap. 父の手掛かり Chichi no Tegakari)
14. Najsilniejsze kopnięcie (jap. 最強キック Saikyō Kikku)
15. Zastawienie pułapki (jap. 罠の始まり Wana no Hajimari)
16. Podejrzana kobieta (jap. 怪しい女… Ayashii Onna…)
17. Taktyka porwania (jap. 捕獲作戦! Hokaku Sakusen!)
18. Nowy szef (jap. 新しいボス Atarashii Bosu)
19. Decyzja o rozwiązaniu? (jap. 解散決定？ Kaisan Kettei?)
20. Tamto przebudzenie (jap. 或る目覚め Aru Mezame)
21. Nieposkromiona moc (jap. 暴走する力 Bōsō Suru Chikara)
22. Rozstrzygający pojedynek (jap. 運命の対決 Unmei no Taiketsu)
23. Kompetentna osoba (jap. 資格ある者 Shikaku Aru Mono)
24. Maszyna bez skazy (jap. 完璧マシン Kanpeki Mashin)
25. Drugi atak (jap. 激突再び！ Gekitotsu Futatabi!)
26. Przywrócone wspomnienia (jap. 甦った記憶 Yomigaetta Kioku)
27. Ryō umiera (jap. 涼、死す… Ryō, Shisu…)
28. Tamten letni dzień (jap. あの夏の日 Ano Natsu no Hi)
29. Liczbowa zagadka? (jap. 数字の謎？！ Sūji no Nazo?!)
30. Ukryta moc (jap. 隠された力 Kakusareta Chikara)
31. Namiary na osobę (jap. 人の居場所 Hito no Ibasho)
32. Przebudzenie Gillsa (jap. ギルス復活 Girusu Fukkatsu)
33. Wróg, który się pojawił (jap. 現れた敵 Arawareta Teki)
34. Wywoływanie dusz (jap. 呼び逢う魂 Yobiau Tamashii)
35. Tajemniczy wybraniec (jap. 謎の救世主 Nazo no Kyūseishu)
36. Czwarty człowiek (jap. ４人目の男 Yoninme no Otoko)
37. Wojownik ciemności (jap. 暗闇の戦士 Kurayami no Senshi)
38. Prawdziwa postać (jap. その正体… Sono Shōtai…)
39. Wrzask Gillsa (jap. ギルス咆哮 Girusu Hōkō)
40. Zjednoczone siły (jap. 共同戦線！ Kyōdō Sensen!)
41. Światło i mrok (jap. 光と闇 Hikari to Yami)
42. Akatsuki (jap. あかつき号 Akatsuki-Gō)
43. Ciemność krocząca powoli (jap. 動きだす闇 Ugokidasu Yami)
44. Tata, starsza siostra i... (jap. 父と姉と… Chichi to Ane to…)
45. Skradziona moc (jap. 奪われた力 Ubawareta Chikara)
46. Wojownicy, te więzi (jap. 戦士その絆 Senshi Sono Kizuna)
47. Tajemnica Niebios (jap. 天空の怪! Tenkū no Kai!)
48. Władca gwiazd (jap. 星の支配者 Hoshi no Shihaisha)
49. Kroki do zniszczenia (jap. 絶滅の足音 Zetsumetsu no Ashioto)
50. Nadszedł czas walki (jap. 今、戦う時 Ima, Tatakau Toki)
51. AGITΩ (jap. AGITΩ Agito)

## AgitoaKuuga
Kamen Rider Agito jest uważany za sequel serialu Kamen Rider Kuuga, głównie z powodu wielu podobieństw, zarówno fabularnych (akcja Agito dzieje się dwa lata po pokonaniu Daguvy przez Godaia, a jeden z Riderów powstał na wzór Numeru 4, który walczył z Niezidentyfikowanymi Istotami), jak również zbieżności między głównymi bohaterami serii- ich przemienione formy (choć wzorowane na dwóch różnych motywach) są bardzo do siebie podobne. Godai i Shōichi posiadają podobne osobowości i wiele talentów, jak również w swych działaniach współpracują z policją (początkowo jednak w przypadku Agito nie miało to miejsca).
Mimo to twórcy serialu oznajmili, że traktowanie Agito jako bezpośrednią kontynuację Kuugi jest nie do końca zamierzone. Sami uważają, że akcję Agito można uznać za "kontynuację Kuugi w innym wymiarze, dlatego, żeby starania Godaia o szczęście wszystkich ludzi nie poszły na marne".
W trzecim tomie mangowej adaptacji Kuugi pojawia się Agito, co jest dodatkowym potwierdzeniem jedności czasoprzestrzeni obydwu Riderów.

## Muzyka
Opening
- "Kamen Rider AGITO" (jap. 仮面ライダーAGITO Kamen Raidā AGITO)

Słowa: Shōko Fujibayashi (藤林 聖子 Fujibayashi Shōko?)
Chórek: Lisa Ōki
Wykonanie: Shin'ichi Ishihara
Odcinki: 2-35
- "Kamen Rider AGITO ~24.7 version~" (jap. 仮面ライダーAGITO ～24.7 version～ Kamen Raidā AGITO ~24.7 bājon~)

Słowa: Shōko Fujibayashi
Kompozycja i aranżacja: Kazunori Miyake
Remiks: Kazunori Miyake, Hiroyuki Suzuki, Takashi Sasaki
Chórek: Lisa Ōki
Wykonanie: Shinichi Ishihara
Odcinki: 36-50, odcinek specjalny
Ending
- "BELIEVE YOURSELF"

Słowa: Shōko Fujibayashi
Kompozycja i aranżacja: Kazunori Miyake
Wykonanie: Naoto Fūga
Odcinki: 1-8, 10-13, 15-25, odcinek specjalny
- "Stranger in the dark"

Słowa: Shōko Fujibayashi
Kompozycja i aranżacja: Toshihiko Sahashi
Wykonanie: Norio Sakai
Odcinki: 9
- "MACHINE TORNADER"

Słowa: Shōko Fujibayashi
Kompozycja i aranżacja: Kazunori Miyake
Wykonanie: Shin'ichi Ishihara
Odcinki: 14, 31, 40
- "DEEP BREATH"

Słowa: Shōko Fujibayashi
Kompozycja: Yoshio Nomura
Aranżacja: RIDER CHIPS
Wykonanie: RIDER CHIPS featuring ROLLY
Odcinki: 26-30, 32-39, 41, 43-50
- "OVERLORD" (jap. オーヴァーロード Ōbārōdo)

Wykonanie: Overlord Choir
Odcinki: 42